# Leucobryum imbricatum
Leucobryum imbricatum är en bladmossart som beskrevs av Brotherus 1899. Leucobryum imbricatum ingår i släktet Leucobryum och familjen Dicranaceae. Inga underarter finns listade i Catalogue of Life.